# Nicholas Meyer
Nicholas Meyer (Nueva York, 24 de diciembre de 1945) es un escritor, productor y director de cine estadounidense.
Es conocido por su colaboración en el universo audiovisual de Star Trek, su novela Elemental, Dr. Freud: solución al siete por ciento (The Seven-Per-Cent Solution, 1974) y por haber dirigido las películas Los pasajeros del tiempo (Time After Time, 1979), basada en la novela La máquina del tiempo de H. G. Wells, y el telefilme El día después (The Day After, 1983).

## Biografía
Tras licenciarse en cine por la Universidad de Iowa en 1968, trabajó como agente de prensa para Paramount Pictures hasta 1970. Aquel año publicó un ensayo, The Love Story Story, en el que analizaba la película Love Story, que había dirigido ese mismo año Arthur Hiller. A continuación, se dedicó a la ficción policíaca con Práctica de tiro (Target Practice, 1974), una novela basada en hechos reales en la que un investigador privado de Los Ángeles investiga el supuesto suicidio de un antiguo sargento del ejército estadounidense acusado de traicionar a su país durante la guerra de Vietnam.
Sin embargo, el reconocimiento del público le llegó en 1974 con sus pastiches de Sherlock Holmes, el famoso personaje de Arthur Conan Doyle. En la novela Elemental, Dr. Freud: solución al siete por ciento (The Seven-Per-Cent Solution, 1974), el doctor Watson, preocupado por el consumo de cocaína de su amigo Sherlock Holmes, le obliga a viajar a Viena para acudir a la consulta del joven Sigmund Freud, que somete al detective a una cura de desintoxicación. A esta obra le siguieron otras dos novelas sobre Holmes: Horror en Londres (The West End Horror, 1976) y El ángel de la música (The Canary Trainer, 1993).
La novela Elemental, Dr. Freud: solución al siete por ciento fue adaptada posteriormente en la película Elemental, doctor Freud (The Seven-Per-Cent Solution, 1976), cuyo guion fue escrito por el propio Meyer. La película fue dirigida por Herbert Ross y protagonizada por Nicol Williamson, Robert Duvall, Alan Arkin y Laurence Olivier. Fue nominada al Oscar al mejor guion adaptado en la 49.ª edición de los Premios Óscar (1977).
Meyer se interesó por la primera parte de la novela Time After Time, escrita por su amigo de la universidad Karl Alexander y en aquel momento inconclusa, de modo que se hizo con los derechos del libro y lo adaptó a la gran pantalla con la película homónima de 1979, acordando que el guion se vendiera sólo a condición de que él fuera nombrado director. La Warner Bros. aceptó y la película supuso el debut de Meyer como director. Meyer accedió a que Alexander se inspirara en el guion de la película. La película Los pasajeros del tiempo, protagonizada por Malcolm McDowell, Mary Steenburgen y David Warner y que cuenta la historia de cómo el novelista H. G. Wells persigue a Jack el Destripador a través del tiempo, fue un éxito de taquilla y de crítica y se estrenó aproximadamente al mismo tiempo que Alexander publicó la novela.
A petición de Karen Moore, en aquel entonces ejecutiva de Paramount Pictures, Meyer fue contratado para dirigir Star Trek II: La ira de Khan (Star Trek II: The Wrath of Khan, 1982).
En 1983, Meyer dirigió el telefilme El día después (The Day After), protagonizado por Jason Robards, JoBeth Williams y Steve Guttenberg, en el que se relataba las consecuencias que tendría un ataque nuclear dirigido contra los Estados Unidos. Si bien en un principio Meyer se había propuesto no hacer ningún trabajo para la televisión, cambió de parecer tras leer el guion de Edward Hume. Por su trabajo en The Day After, fue nominado al premio Primetime Emmy al mejor director de miniserie o telefilme. En 1985 dirigió El flautista de Hamelín, un episodio de la antología televisiva de cuentos de hadas Cuentos de las estrellas (Faerie Tale Theatre).
Regresó a la dirección cinematográfica con la comedia Voluntarios (Volunteers, 1985), protagonizada por Tom Hanks y John Candy, tras la cual volvió a trabajar en Star Trek, coescribiendo con el productor Harve Bennett Star Trek IV. Misión: salvar la Tierra (Star Trek IV: The Voyage Home, 1986). El siguiente trabajo de Meyer como director fue La secta de los falsarios (The Deceivers, 1988), protagonizada por Pierce Brosnan en el papel del agente británico William Savage. Posteriormente, Meyer escribió y dirigió la película de espías Espías sin fronteras (Company Business, 1991), protagonizada por Gene Hackman y Mijaíl Barýshnikov. También en 1991 regresó al mundo de Star Trek, coescribiendo y dirigiendo Star Trek VI: Aquel país desconocido (Star Trek VI: The Undiscovered Country), que supuso la despedida del reparto original.
Más recientemente, Meyer ha adaptado al cine la novela de Philip Roth La mancha humana (The Human Stain, 2003). En 2006, colaboró con Martin Scorsese en el guion de la adaptación cinematográfica de la biografía de Theodore Roosevelt The Rise of Theodore Roosevelt, escrita por Edmund Morris y ganadora del Premio Pulitzer de Biografía. En 2016, participó junto con Frank Spotnitz en la creación de la serie televisiva anglo-italiana Los Médici: Señores de Florencia (Medici: Masters of Florence). Regresó al universo de Star Trek como productor-consultor y participó en el guion de varios episodios de la serie Star Trek: Discovery.
En octubre de 2019, con motivo del 45.º aniversario de Elemental, Dr. Freud: solución al siete por ciento, Meyer publicó una nueva novela protagonizada por Sherlock Holmes, titulada The Adventure of the Peculiar Protocols. En noviembre de 2021 le siguió otra novela protagonizada por Holmes, The Return of the Pharaoh.

## Filmografía

### Director
- Los pasajeros del tiempo (Time After Time) (1979)
- Star Trek II: La ira de Khan (Star Trek: The Wrath of Khan) (1982)
- El día después (The Day After) (1983)
- Cuentos de las estrellas (Faerie Tale Theatre) - teleserie, episodio 1x18 (1985)
- Voluntarios (Volunteers) (1985)
- La secta de los falsarios (The Deceivers) (1988)
- Espías sin fronteras (Company Business) (1991)
- Star Trek VI: Aquel país desconocido (Star Trek VI: The Undiscovered Country) (1991)
- Vendetta (1999)

### Guionista
- La invasión de las abejas reina (Invasion of the Bee Girls), dirigida por Denis Sanders (1973)
- El monasterio de la muerte (Judge Dee and the Monastery Murders), dirigida por Jeremy Kagan - telefilme (1974)
- La noche que aterrorizó América (The Night That Panicked America), dirigida por Joseph Sargent - telefilme (1975)
- Elemental, doctor Freud (The Seven-Per-Cent Solution), dirigida por Herbert Ross (1976)
- Los pasajeros del tiempo (Time After Time), dirigida por Nicholas Meyer (1979)
- Star Trek II: La ira de Khan (Star Trek: The Wrath of Khan), dirigida por Nicholas Meyer (1982) - sin acreditar
- Cuentos de las estrellas (Faerie Tale Theatre) - teleserie, episodio 1x18
- Star Trek IV. Misión: salvar la Tierra (Star Trek IV: The Voyage Home), dirigida por Leonard Nimoy (1986)
- Espías sin fronteras (Company Business), dirigida por Nicholas Meyer (1991)
- Star Trek VI: Aquel país desconocido (Star Trek VI: The Undiscovered), dirigida por Nicholas Meyer (1991)
- Sommersby, dirigida por Jon Amiel (1993)
- La doble historia de Peter Warlock (Voices), dirigida por Malcolm Clarke (1995)
- Juego sucio (The Informant), dirigida por Jim McBride - telefilme (1997)
- Fall from the Sky - telefilme (2002)
- La mancha humana (The Human Stain), dirigida por Robert Benton (2003)
- Orpheus, dirigida por Bruce Beresford (2006)
- Elegy, dirigida por Isabel Coixet (2008)
- The Hessen Affair, dirigida por Paul Breuls (2009)
- Houdini, dirigida por Uli Edel - miniserie televisiva (2014)
- Los Médici: Señores de Florencia (Medici: Masters of Florence), dirigida por Sergio Mimica-Gezzan - teleserie (2016)
- Leonardo – teleserie (2021)

### Productor
- Star Trek: Discovery – serie TV (2017)

## Premios y distinciones
Premios Óscar
| Año  | Categoría            | Película                | Resultado |
| ---- | -------------------- | ----------------------- | --------- |
| 1977 | Mejor guion adaptado | Elemental, doctor Freud | Nominado  |